# 塔吉克斯坦历史
塔吉克人是中亚国家一个古老的民族。公元前6世纪到前4世纪，先后被波斯、马其顿和塞琉古帝国统治。

## 伊斯兰前时代（前600年-651年）
塔吉克斯坦在青铜时代是巴克特里亞·馬爾吉阿納文明體的一部分。在古典时代，今塔吉克斯坦为斯基提亞的一部分。
现今塔吉克斯坦大部分地区形成了古代柬埔家的一部分。
在阿契美尼德时代，索格底亞那和巴克特里亞为波斯帝国的一部分。在波斯帝国被亚历山大大帝击败之后，巴克特里亚、索格底亚那和梅尔夫进行防卫。事实上，马其顿人收到了索格底亚那强烈的抵抗。在亚历山大简短的统治之后，索格底亚那的希腊化统治者和希腊-巴克特里亚人统治了此地将近200多年。在公元前90年至30年，月氏遷移至該地，形成大月氏。公元前3世纪，并入大夏 (中亚古国)和贵霜王国。

## 伊斯兰帝国（710年-1218年）
9世纪到11世纪属塔希爾王朝和萨曼王朝，基本上形成塔吉克部落。

## 蒙古帝国和他的继承者（1218年-1740年）
13世纪，被蒙古鞑靼人征服。14世纪到15世纪属帖木尔统治。

## 波斯和布哈拉的统治（1740年-1920年）
1740年，波斯的阿夫沙尔王朝统治者纳迪尔沙击败阿斯特拉罕汗国。汗国大汗保持汗位，成为纳迪尔沙的附庸。
在1747年纳迪尔沙死后，Manghud部落首领Muhammad Rahim Biy Azaliq击败了其他部落的竞争者，巩固了布哈拉汗国的统治。清朝曾佔領塔吉克斯坦东南部领土。

## 俄国统治（1868年–1920年）
在19世纪后期，俄罗斯帝国开始征服中亚地区。在1864年至1885年，俄罗斯帝国逐步控制中亚地区。塔吉克人于1865年至1867年被征服。1868年起，北部并入俄羅斯帝國。19世纪末，东南部领土被俄罗斯帝国占領。
19世纪后期，扎吉德主义者逐步在本地区建立一种伊斯兰社会运动。尽管扎吉德主义者并不是支持现代化和反对俄罗斯人，但是俄罗斯将他们视作一种威胁。在1910年至1913年间反对浩罕汗国的起义中，俄国部队被要求来恢复秩序。

## 苏维埃统治（1920年-1991年）
1919年全境建立苏维埃政权。1924年10月14日，成立塔吉克苏维埃社会主义共和国，属乌兹别克。1929年10月加入苏联。

## 塔吉克斯坦（1991年至今）
1990年发表主权宣言。1991年9月9日宣布独立，改称塔吉克斯坦共和国，同年12月21日加入独立国家联合体。2006年11月6日，总统选举举行。